# Denny (Regno Unito)
Denny (in gaelico scozzese: an Daingneach) è una cittadina di circa 8.300 abitanti della Scozia centrale, facente parte dell'area di consiglio di Falkirk (contea tradizionale: Stirlingshire ).
Si tratta di un ex-centro minerario.

## Geografia fisica
Denny si trova a sud del corso del fiume Carron, nelle immediate vicinanze di Falkirk, Stirling e Cumbernald.

## Storia
Secondo un racconto, nel giugno 1329 avrebbe sostato nell'attuale Denny la salma di Robert the Bruce durante il trasporto di quest'ultima nell'abbazia di Dunfermline.
Nel corso del XVIII secolo, si svilupparono a Denny lanifici e cotonifici, mentre nel XIX secolo aprirono mulini per la produzione della carta.
Quindi, in seguito all'arrivo della ferrovia nel 1858, aprirono a Denny numerose industrie minerarie per l'estrazione del carbone.
Nella seconda metà del XX secolo, la vocazione industriale e mineraria di Denny conobbe però un progressivo declino.

## Società

### Evoluzione demografica
Nel 2016, la popolazione stimata di Denny era pari a circa 8.300 abitanti, di cui 4.207 erano donne e 4.093 erano uomini.
La popolazione al di sotto dei 20 anni era pari a 1.958 unità, di cui 1.004 erano i bambini al di sotto dei 10 anni.
Il dato demografico complessivo è rimasto invariato rispetto al censimento del 2001, dato in rialzo rispetto al 2001, quando la popolazione censita era pari a 7.740 abitanti.